# Scopula ablativa
Scopula ablativa är en fjärilsart som beskrevs av Paul Dognin 1911. Scopula ablativa ingår i släktet Scopula och familjen mätare. Inga underarter finns listade.